# Enstrofía
En dinámica de fluidos, la enstrofía ({\displaystyle {\mathcal {E}}}) puede ser interpretada como otro tipo de densidad potencial (es decir ver densidad de probabilidad); o, más concretamente, la cantidad directamente relacionada con la energía cinética en el modelo del flujo que corresponde a efectos de disipación en el fluido. Es particularmente útil en el estudio de flujos turbulentos, y es a menudo identificada en el estudio de propulsores así como en el campo de teoría de combustión.
La enstrofía se describe matemáticamente como la integral del cuadrado de la vorticidad {\displaystyle \omega }, 
{\displaystyle {\mathcal {E}}({\boldsymbol {\omega }})\equiv {\frac {1}{2}}\int _{S}{\boldsymbol {\omega }}^{2}dS.}
o, en términos de la velocidad de flujo
{\displaystyle {\mathcal {E}}(\mathbf {u} )\equiv {\frac {1}{2}}\int _{S}(\nabla \times \mathbf {u} )^{2}dS.}
Aquí, dado que el rotor da un campo escalar en 2 dimensiones (vórtice) correspondiendo a la solución de la función vectorial de velocidad en las incompresibles ecuaciones de Navier-Stokes, podemos integrar el cuadrado de ésta sobre una superficie S para obtener un operador lineal continuo en el espacio de posibles campos de velocidad, conocido como corriente. Esta ecuación es sin embargo algo engañosa. Aquí se ha escogido una versión simplificada de la enstrofía derivada de la condición de incompresibilidad, que es equivalente a ignorar la divergencia del campo de velocidad,
{\displaystyle \nabla \cdot \mathbf {u} =0.}
De manera más general, cuando no se restringe a la condición de incompresibilidad, o a dos dimensiones espaciales, la enstrofía puede ser computada como:
{\displaystyle {\mathcal {E}}(\mathbf {u} )=\int _{S}|\nabla (\mathbf {u} )|^{2}dS.}
donde 
{\displaystyle |\nabla (\mathbf {u} )|}
es la norma de Frobenius del gradiente del campo de velocidad {\displaystyle \mathbf {u} }.